# 귄터 샤보프스키

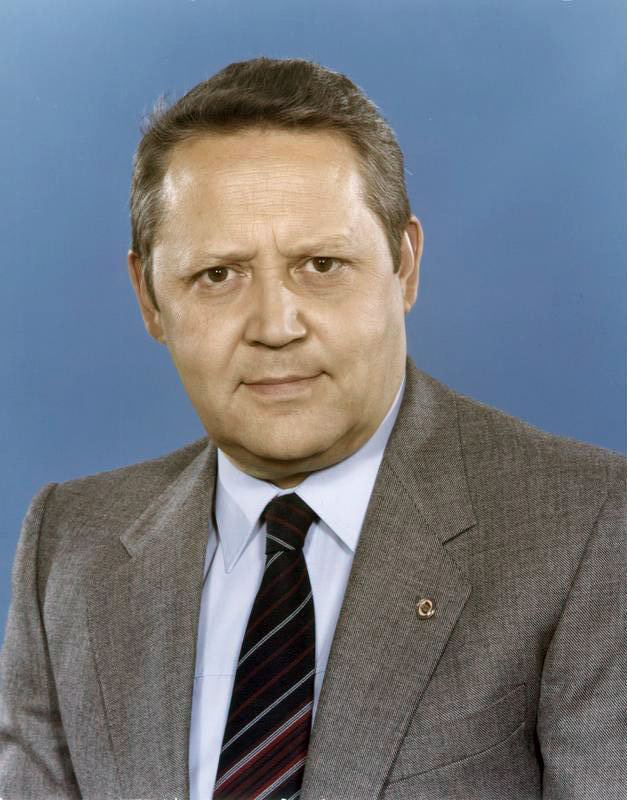
귄터 샤보프스키 (1982년)

귄터 샤보프스키(독일어: Günter Schabowski, 1929년 1월 4일 ~ 2015년 11월 1일)는 동독 통일사회당의 정치인이자 언론인이다. 베를린 장벽 붕괴의 계기를 만든 인물로 알려져 있다.

## 베를린 장벽 붕괴
동유럽 민주화 혁명 중 1989년 11월 9일 외국 여행 자유화가 결의된다. 그리고 저녁 동독 내 및 세계에 방송된 생방송 기자회견에서 결의된 외국 여행 자유화 법령을 발표한다. 그러나 혼란스러운 상황이였기 때문에 독일 통일 사회당 서기장인 에곤 크렌츠의 전달된 문서의 내용을 제대로 알지 못했으며 회의 도중에 자리를 뜬 샤보프스키는 세부 사항을 파악하지 못했기 때문에 "11월 10일부터 여행 허가에 관한 출국 규제 완화"에 대한 내용을 "베를린 장벽을 포함하여 모든 국경 통과 지점에서 출국이 인정된다."고 잘못 발표해 버린다. 또한 "(이 법령은) 언제부터 발효하는가?"라는 질문에 대해 시행령 발효 기일을 전해듣지 못한 샤보프스키는 "즉시 발효한다"라는 문구에 따라 "즉시 지체없이 발표한다."라고 발언했다. 이것이 발단이 되어, 동베를린 시민들이 동서 베를린의 경계에 설치된 검문소에 쇄도하여 베를린 장벽 붕괴로 이르렀고, 독일이 재통일하는데 이르렀다.
결국 크렌츠와 샤보프스키는 국민과 SED 당원들의 반발을 샀고, 1989년 12월에 퇴진하였다. 1990년 초에 샤보프스키는 민주사회당(PDS)으로 새단장한 SED에 제명되었다.